# Liberální lidová strana
Liberálové (švédsky Liberalerna, zkr. L) je švédská liberální strana, stojící na pravém středu.
Strana vznikla v roce 1902 a zpočátku byl její program orientovaný na prosazování občanských a politických práv. Vedle toho se strana stavěla proti zasahování státu do ekonomiky. V meziválečném období sice švédští liberálové utrpěli rozkol v otázce prohibice, nicméně v roce 1934 došlo k jejich znovusjednocení.
Vzhledem ke spíše pravicové orientaci této strany jí v době nepřetržité vlády sociální demokracie v letech 1932–1976 potkal stejný osud jako např. Umírněnou stranu, která strávila celou dobu v opozici. Až v roce 1976 se stala součástí středopravicové vlády Thorbjörna Fälldina, která ale trvala pouhé dva roky a rozpadla se kvůli odlišným názorům na jadernou energetiku. Koalice stran stojících od středu napravo byla obnovena v roce 1979, nicméně i ona vládla pouhé dva roky. Poté zůstala deset let opět v opozici a od roku 1991 seúčastnila vlády Carla Bildta, což byla první poválečná vláda bez účasti sociálních demokratů, která vydržela celé volební období až do roku 1994. Do vlády se švédští liberálové vrátili v roce 2006, kdy se na osm let stali součástí středopravicového kabinetu Fredrika Reinfeldta.
Jedná se o proevropskou stranu, která podporovala vstup země do EU.